# Мејплсвил (Алабама)
Мејплсвил (енгл. Maplesville) град је у америчкој савезној држави Алабама. По попису становништва из 2010. у њему је живело 708 становника.

## Демографија
Према попису становништва из 2010. у граду је живело 708 становника, што је 36 (5,4%) становника више него 2000. године.
| Група             | 2000.       | 2010.       |
| Белци             | 466 (69,3%) | 487 (68,8%) |
| Афроамериканци    | 199 (29,6%) | 202 (28,5%) |
| Азијати           | 0 (0,0%)    | 0 (0,0%)    |
| Хиспаноамериканци | 6 (0,9%)    | 8 (1,1%)    |
| Укупно            | 672         | 708         |